# Sigitas Valančius
Sigitas Valančius (* 1957 in Priekulė, jetzt Rajongemeinde Klaipėda) ist ein litauischer Bildungsmanager und Politiker, ehemaliger Leiter einer Hochschule und  Vizebürgermeister von Marijampolė.

## Leben
Von 1964 bis 1972 lernte er an der Schule in seiner Heimatstadt Priekulė bei der Ostsee-Hafenstadt Klaipėda. Nach dem Abitur 1975 an der 2.  Kapsukas-Mittelschule  absolvierte Sigitas Valančius von 1975 bis 1980 das Diplomstudium der Mechanik an der Lietuvos žemės ūkio akademija bei Kaunas und wurde Ingenieur.  1999 absolvierte er dort auch das Masterstudium Edukologie.
Von 1980 bis 1984 lehrte er am Kapsukas-Sowchos-Technikum. Von 1984 bis 1987 arbeitete er in der Gewerkschaft. Von 1987 bis 1992 war er stellvertretender  Direktor im Technikum Marijampolė. Von  1992 bis 2000 leitete er als Direktor die Agrarschule Marijampolė.
Von 2001 bis 2011 war er Direktor von Kolleg Marijampolė.
Seit 2000 ist er Mitglied im Stadtrat Marijampolė. Von 2011 bis 2015 war er Vizebürgermeister. Von 2015 bis 2017 leitete er die Verwaltung der Gemeinde Marijampolė.
Er ist Mitglied der LSDP.

## Familie
Sigitas Valančius ist verheiratet. Mit seiner Frau hat er eine Tochter und einen Sohn.